# Полтавка (Нижнеомский район)
Полтавка — деревня (село) в Нижнеомском районе Омской области России. Входит в состав Соловецкого сельского поселения.

## История
Основана в 1896 г. выходцами из Малороссии, скорее всего - из Полтавской губернии. В 1928 г. Полтавка состояла из 82 хозяйств, основное население — русские (обрусевшие украинцы). Село входило в состав Соловецкого сельсовета Калачинского района Омского округа Сибирского края. В последующие годы, вместе с центром сельского Совета, вошло в состав Нижнеомского района.
В соответствии с Законом Омской области от 30 июля 2004 года № 548-ОЗ «О границах и статусе муниципальных образований Омской области» деревня вошла в состав образованного Соловецкого сельского поселения. 

## Население
| 2010 |
| ---- |
| 183  |